# Giovanni Capurro
Giovanni Capurro (Napoli, 5 febbraio 1859 – Napoli, 18 gennaio 1920) è stato un poeta e cantautore italiano.

## Biografia
Giovanni Capurro nacque il 5 febbraio 1859 a Napoli, nel quartiere Montecalvario. Suo padre Antonio era professore di lingue e la madre Francesca Prestopino era di provenienza siciliana. Agli studi tecnici ai quali era stato avviato dal padre preferì la musica (flauto), diplomandosi al Conservatorio.
In seguito divenne giornalista presso il periodico socialista La Montagna, scrisse poi per il Don Marzio e il Roma. In quest'ultimo fu assunto nel 1896 come cronista, in seguito divenne critico teatrale e, negli ultimi anni di vita, impiegato amministrativo.
Capurro era un uomo brillante, colto e ospite gradito nei salotti ove cantava, suonava il pianoforte e faceva spassose imitazioni. Sin da giovanissimo si dedicò alla poesia pubblicando dapprima le Napulitanate nel 1887, e poi Carduccianelle, dove adatto' al napoletano la metrica greca che Giosue' Carducci aveva rispolverato qualche anno prima nelle Odi Barbare. I napoletani l'accolsero più come una curiosità che come un libro di vera poesia e lo stesso Carducci non rispose all'invio del volume se non otto anni dopo (dietro pressante invito del direttore del "Don Marzio" e quando Capurro era oramai una celebrità), liquidando in poche righe quello che riteneva un tentativo maldestro e forse offensivo
Scrisse anche i versi per diverse canzoni, come A vongola, del 1892. Assieme a Salvatore Gambardella scrisse Lilì Kangy.
La sua composizione più famosa tuttavia è indubbiamente il testo di 'O sole mio, messa in musica da Eduardo di Capua. Nonostante lo straordinario successo della canzone, Capurro, come fu per l'altro autore della canzone, morì poverissimo a Napoli nel 1920.

## Canzoni
- A vongola (1892)
- Cutignè, cutignì, cutignà (1892)
- Carmela 'e San Sivero (1894)
- 'E tre chiuove (1894)
- A tossa (1895)
- 'E cataplaseme (1895)
- 'O guaglione 'o speziale (1895)
- A misturella (1896)
- Chitarra mia (1896)
- 'E zzite cuntignose (1896)
- 'O pizzaiuolo nuovo (1896)
- 'O presidente (1896)

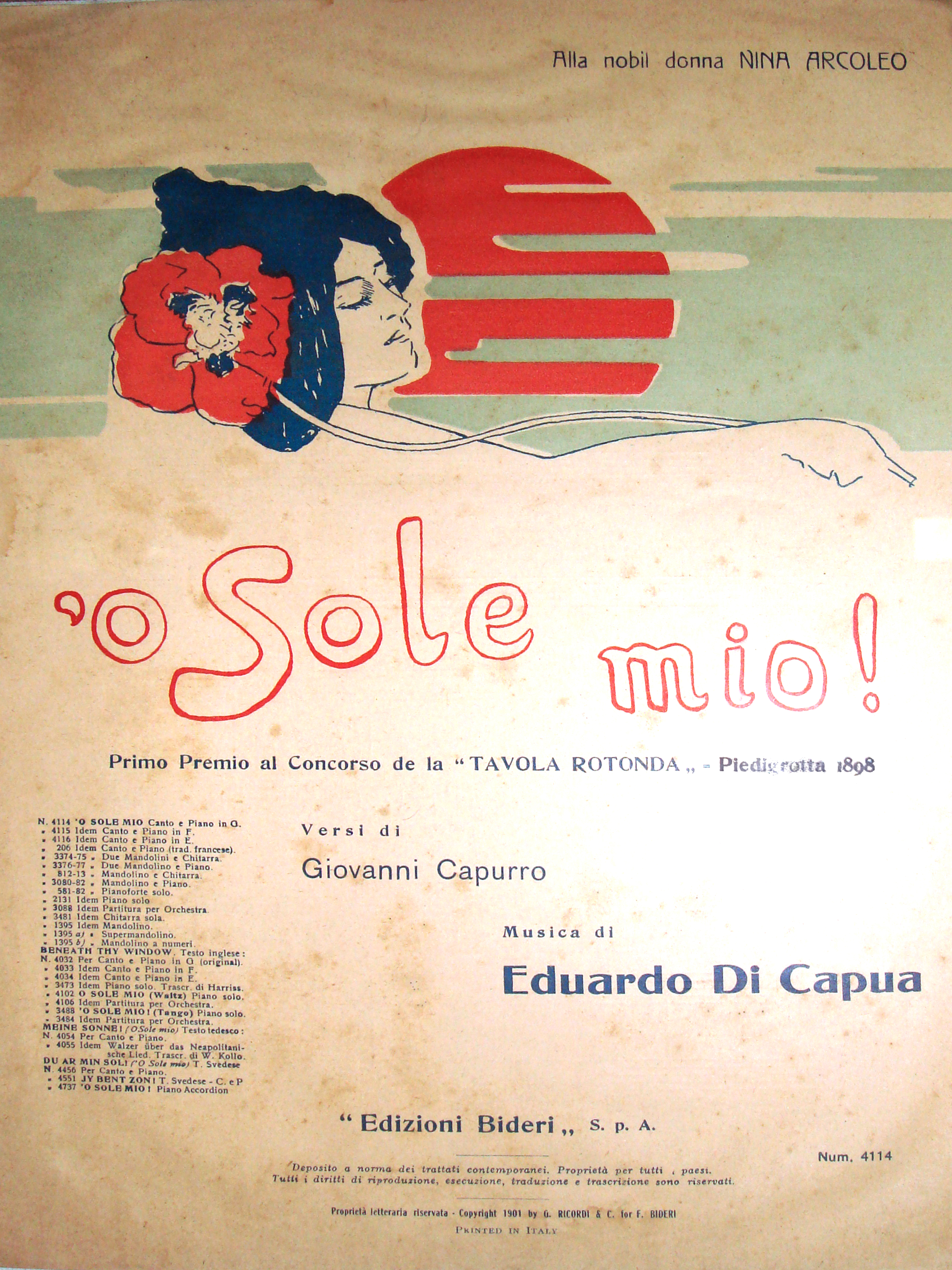
copertina della partitura originale della canzone O sole mio.

- 'O sculariello (versi e musica, 1896)
- A sciantosa (1897)
- Quanno ll'ommo va a marcià (1897)
- 'O sole mio (1898) (musica di Eduardo di Capua)
- Vòtate 'a cca e ggirate 'a llà (1900)
- Palomma mia (1901)
- A vennegna (1902)
- Buscia! (1902) (musica di Francesco Paolo Frontini)
- Bella mia, musica di Francesco Paolo Frontini (Piedigrotta 1902)
- Zi' Carulina (1902)
- Nun saccio spiegà... (1904)
- Quanno màmmeta nun ce sta! (1904)
- Lilì Kangy (1905) (musica di Salvatore Gambardella)
- Ammore che gira (1907)
- Così, com'è (1907)
- A capa quanno 'a miette? (1908)
- Eh? (1908)
- Il disperato eccentrico (1908)
- A zarellara (1909)
- Addò ce mette 'o musso Margarita (1910)
- Perì-pperò (1912)
- 'O napulitano a Londra (1915)
- Totonno 'e Quagliarella (1919)